# معتز صالح
معتز صالح (عربی: معتز صالح عبد ربه؛ زادهٔ ۲۸ مهٔ ۱۹۹۶) بازیکن فوتبال اهل عمان است.
از باشگاه‌هایی که در آن بازی کرده‌است می‌توان به باشگاه فوتبال ظفار اشاره کرد.
وی همچنین در تیم ملی فوتبال عمان بازی کرده‌است.